# Московский международный кинофестиваль 2021
XLIII Московский международный кинофестиваль прошёл в Москве с 22 по 29 апреля 2021 года.

## Жюри
В жюри основного конкурса вошло пять человек :
- Брильянте Мендоса, режиссёр — председатель жюри
- Милош Бикович, актёр
- Карим Айнуз[англ.], режиссёр
- Юрий Потеенко, композитор
- Нигина Сайфуллаева, актриса

## Основная программа
- «Внутреннее сияние» (Андрес Эдуардо Родригез, Луис Алехандро Родригез, Венесуэла)
- «Голубое сердце» (Мигель Койула, Куба)
- «Женщины» (Нобутэру Утида, Япония)
- «Кофейня в поле» (Ши Сяофань, Китай)
- «Кровопийцы» (Юлиан Радльмайер, Германия)
- «Он» (Гуро Бруусгорд, Норвегия)
- «Последняя «Милая Болгария»» (Алексей Федорченко, Россия)
- «Равнодушные» (Леонардо Гуерра Сараньоли, Италия)
- «Синий цветок» (Зринко Огреста, Хорватия)
- «Счастливое предзнаменование» (Дон Палатхара, Индия)
- «Сын» (Нушин Мераджи, Иран)
- «Человек Божий» (Елена Попович, Греция)
- «Чрево моря» (Агусти Вильяронга, Испания)
- «#засранка» (Андрей Хуцуляк, Румыния)

- Фильм открытия: «Девятаев» (Тимур Бекмамбетов, Россия)
- Фильм закрытия: «Кафе моей памяти» (Вальто Бальцар, Финляндия)

## Награды фестиваля[1][2]
- Главный приз «Золотой Георгий»: #засранка, реж. Андрей Хуцуляк
- Специальный приз жюри «Серебряный Георгий»: Кровопийцы, реж. Юлиан Радльмайер
- Приз «Серебряный Георгий» за лучшую режиссёрскую работу: Алексей Федорченко, Последняя «Милая Болгария»
- Приз «Серебряный Георгий» за лучшее исполнение мужской роли: Сохейл Гханнадан, Сын
- Приз «Серебряный Георгий» за лучшее исполнение женской роли: Андрею Грэмоштяну, #засранка
- Приз зрительских симпатий: «Человек Божий», реж. Елена Попович[3][4]